# Мильковский район
Ми́льковский райо́н — муниципальное образование (муниципальный район) и административно-территориальная единица в составе Камчатского края России.
Административный центр — село Мильково.

## Физико-географическая характеристика
Район расположен в центральной части полуострова, от верховьев реки Камчатки и до впадения в неё реки Козыревки. Западная граница района проходит по Срединному хребту, восточная — по Ганальскому, Валагинскому и Тумрокскому хребтам. Не имеет выхода к морю. На территории Мильковского района находятся Беловские источники.

### Климат
Климат Мильковского района умеренно континентальный с продолжительной холодной зимой и теплым, сравнительно продолжительным летом. Самая низкая температура была зафиксирована —56°С, что является абсолютным минимумом на полуострове. Высота снежного покрова доходит до 1 м, глубина промерзания почвы достигает 0,5 м. Средняя скорость ветра зимой не превышает 1 м/с.

## История
Район образован 16 апреля 1933 года. Тогда в него входили населённые пункты Начики, Малки, Пущино, Ганалы, Кирганик, Шаромы, Верхне-Камчатск, Машур, Долиновка, Щапино, Каменовка, Толбачик, Макарка, Средне-Камчатск. Впоследствии границы района менялись.

## Население
| 1939    | 2002    | 2009    | 2010    | 2011    | 2012    | 2013    |
| ------- | ------- | ------- | ------- | ------- | ------- | ------- |
| 2963    | ↗12 080 | ↘10 915 | ↘10 585 | ↘10 551 | ↘10 388 | ↘10 227 |
| 2014    | 2015    | 2016    | 2017    | 2018    | 2019    | 2020    |
| ↘10 050 | ↘9921   | ↘9735   | ↘9616   | ↘9578   | ↘9449   | ↘9258   |
| 2021    | 2023    |         |         |         |         |         |
| ↘9010   | ↘8890   |         |         |         |         |         |

По данным Всероссийской переписи населения 2021 года национальный состав был следующим:
| Народ     | Численность, чел. |  |
| --------- | ----------------- |  |
| русские   | 7 357 ▼           |  |
| камчадалы | 557 ▲             |  |
| ительмены | 343 ▼             |  |
| украинцы  | 148 ▼             |  |
| другие    | 605 ▲             |  |
| всего     | 9 010 ▼           |  |

## Административное деление
В Мильковский муниципальный район входят 2 муниципальных образования со статусом сельских поселений:
| № | Сельское поселение             | Административный центр | Количество населённых пунктов | Население    | Площадь, км² |
| - | ------------------------------ | ---------------------- | ----------------------------- | ------------ | ------------ |
| 1 | Атласовское сельское поселение | посёлок Атласово       | 3                             | ↘963 (2023)  | 7,82         |
| 2 | Мильковское сельское поселение | село Мильково          | 4                             | ↘7927 (2023) | 29,25        |

упразднённые сельсоветы
- Верхнекамчатский сельсовет  — упразднён	Решением областного исполнительного комитета от 13.07.1956 г. №207
- Кирганикский сельсовет  — упразднён	Решением областного исполнительного комитета от 05.01.1959 г. №3
- Щапинский сельсовет  — упразднён	 Решением областного исполнительного комитета от 13.02.1979 г. №583
- Агинский сельсовет  — упразднён	 Решением Совета народных депутатов от 01.11.1989 № 278

### Населённые пункты
В Мильковском районе 7 населённых пунктов.
| № | Населённый пункт | Тип     | Население    | Муниципальное образование      |
| - | ---------------- | ------- | ------------ | ------------------------------ |
| 1 | Атласово         | посёлок | ↘605 (2020)  | Атласовское сельское поселение |
| 2 | Долиновка        | село    | ↘252 (2020)  | Мильковское сельское поселение |
| 3 | Лазо             | посёлок | ↘344 (2020)  | Атласовское сельское поселение |
| 4 | Мильково         | село    | ↘7352 (2021) | Мильковское сельское поселение |
| 5 | Пущино           | село    | ↘104 (2020)  | Мильковское сельское поселение |
| 6 | Таёжный          | посёлок | →118 (2020)  | Атласовское сельское поселение |
| 7 | Шаромы           | село    | ↘434 (2020)  | Мильковское сельское поселение |

### Упразднённые населённые пункты
| Населённый пункт   | дата упразднения | сельсовет (сельское поселение) на момент упразднения |
| ------------------ | ---------------- | ---------------------------------------------------- |
| п. Агинский        | 27.06.2005 г.    | сельское поселение поселок Агинский                  |
| с. Береговое       | 13.12.1974 г.    | сельсовет                                            |
| с. Верхнекамчатск  | 13.12.1974 г.    | Верхнекамчатский сельсовет                           |
| с. Кирганик        | 08.2020          | Мильковское сельское поселение                       |
| с. Макарка         | 13.12.1974 г.    | сельсовет                                            |
| с. Опытная станция | 23.03.1962 г.    | сельсовет                                            |
| с. Средне-Камчатск | 11.06.1965 г.    | сельсовет                                            |
| с. Уртцы           | 23.04.1967 г.    | сельсовет                                            |
| п. Щапино          | 15.11.1979 г.    | Щапинский сельсовет                                  |